# Torneo Apertura 2023 de Segunda División de Costa Rica
El Torneo Apertura 2023 será la edición 94.ª del campeonato de liga de la Segunda División del fútbol costarricense, que da inicio a la temporada 2023-24.
Como novedades, se destaca que a partir del Apertura 2023, Guadalupe F. C. es el nuevo inquilino de la Liga de Ascenso para esta temporada tras perder la categoría en la Primera División al terminar de último en la tabla acumulada.  El conjunto guadalupano llega por primera vez a la Liga de Ascenso tras 6 años en la máxima categoría después de adquirir la franquicia de lo que fue el equipo Belén F.C en el 2017.
Otra de las novedades fue que Marineros de Puntarenas regresa a la Segunda División tras adquirir la franquicia de San José que estuvo participando bajo este nombre tras adquirir también la franquicia de lo que fue Juventud Escazuceña, y tendrá su sede en el Estadio "Lito" Pérez de Puntarenas.
También para este certamen se completarán nuevamente los 18 equipos con el ascenso de un equipo proveniente de la Segunda B de LINAFA, por lo que para esta temporada habrá también descenso.
Otra de las novedades es que el equipo de Golfito movió su sede a Pérez Zeledón y jugará sus partidos de local en el Estadio Municipal de San Isidro del General.
Como otra de las novedades se da que el equipo del Municipal Garabito, decide cambiar su nombre a Jacó Fútbol Club anunciando una nueva Junta Directiva y una nueva administración para la Temporada 2023-2024.

## Sistema de competición
El torneo del Liga de Ascenso, está conformado en dos partes:
- Fase de clasificación: Se integra por las 18 jornadas del torneo.
- Fase final: Se integra por los partidos de cuartos de final, semifinal y final.

### Fase de clasificación
En la fase de clasificación se observará el sistema de puntos. La ubicación en la tabla general está sujeta a lo siguiente:
- Por juego ganado se obtendrán tres puntos.
- Por juego empatado se obtendrá un punto.
- Por juego perdido no se otorgan puntos.

En esta fase participan los 18 clubes de la Liga de Ascenso jugando en el torneo 18 jornadas respectivas, a visita recíproca según el grupo que pertenece.
El orden de los clubes al final de la fase de calificación del torneo corresponderá a la suma de los puntos obtenidos por cada uno de ellos y se presentará en forma descendente. Si al finalizar las 18 jornadas del torneo, dos o más clubes estuviesen empatados en puntos, su posición en la tabla general será determinada atendiendo a los siguientes criterios de desempate:
1. Mayor diferencia positiva general de goles. Este resultado se obtiene mediante la sumatoria de los goles anotados a todos los rivales, en cada campeonato menos los goles recibidos de estos.
2. Mayor cantidad de goles a favor, anotados a todos los rivales dentro de la misma competencia.
3. Mejor puntuación particular que hayan conseguido en las confrontaciones particulares entre ellos mismos.
4. Mayor diferencia positiva particular de goles, la cual se obtiene sumando los goles de los equipos empatados y restándole los goles recibidos.
5. Mayor cantidad de goles a favor que hayan conseguido en las confrontaciones entre ellos mismos.
6. Como última alternativa, el comité de competición realizaría un sorteo para el desempate.

### Fase final
Los ocho clubes calificados para esta fase del torneo serán reubicados de acuerdo con el lugar que ocupen en la tabla al término de la jornada 18, con los puestos del número uno hasta el cuatro de cada grupo. Los partidos a esta fase se desarrollarán a visita recíproca, en las siguientes etapas:
- Cuartos de final
- Semifinales
- Final

Los clubes vencedores en los partidos de cuartos de final y semifinal serán aquellos que en los dos juegos anoten el mayor número de goles. El club vencedor de la final y por lo tanto campeón, será aquel que en los dos partidos anote el mayor número de goles. Para todas las series, si al término del tiempo reglamentario el partido está empatado, se agregarán dos tiempos extras de 15 minutos cada uno. De persistir el empate en estos periodos, se procederá a lanzar tiros penales hasta que resulte un vencedor.
Los partidos de cuartos de final se jugarán de la siguiente manera:

## Equipos participantes

### Equipos por provincia
Para la temporada 2023-24, las provincias con más equipos en la Segunda División son San José y Puntarenas con cinco.
| Uruguay Carmelita Turrialba Jicaral Consultants Guadalupe Jacó F.C. Golfito Palmares Sarchí Aserrí Santa Ana Marineros Escorpiones Cariari Limón Black Star Quepos PFA Antioquia |

| Provincia  | N.º | Equipos                                                                             |
| ---------- | --- | ----------------------------------------------------------------------------------- |
| San José   | 6   | Aserrí, Fútbol Consultants, PFA Antioquia, Guadalupe, Santa Ana y Uruguay y Golfito |
| Puntarenas | 4   | Jacó F.C., Jicaral, Marineros de Puntarenas, Quepos Cambute                         |
| Alajuela   | 3   | Carmelita, COFUTPA y Asociación Deportiva Sarchí                                    |
| Limón      | 2   | Cariari y Limón Black Star                                                          |
| Heredia    | 1   | Escorpiones                                                                         |
| Cartago    | 1   | Turrialba                                                                           |

### Ascensos y descensos
| Pos. | Descendido de 1.ª División |
| ---- | -------------------------- |
| 12.º | Guadalupe F. C.            |

| Pos. | Ascendido a 1.ª División |
| ---- | ------------------------ |
| 1.º  | A.D.M. Liberia           |

| Pos. | Ascendido a 2.ª División |
| ---- | ------------------------ |
| 1.º  | PFA Antioquia            |

### Información de los equipos
| Equipo           | Ciudad        | Entrenador                         | Fundación      | Estadio                     | Aforo | Transmisión |
| ---------------- | ------------- | ---------------------------------- | -------------- | --------------------------- | ----- | ----------- |
| Aserrí           | Aserrí        | Roberto Castro                     | 1940 (85 años) | Estadio Municipal de Aserrí | 2 500 |             |
| AD Sarchí        | Sarchí        | Rodolfo Rodríguez                  | 2021 (4 años)  | Eliécer Pérez               | 2 500 |             |
| Cariari          | Cariari       | Jimmy Núñez                        | 1972 (53 años) | Comunal de Cariari          | 3 000 |             |
| Carmelita        | Alajuela      | Vinicio Alvarado Guilherme Farinha | 1948 (76 años) | Rafael Bolaños              | 2 400 |             |
| Cofutpa          | Palmares      | Mauricio Montero                   | 2012 (13 años) | "Palmareño" Solís           | 4 000 |             |
| Consultants      | Desamparados  | Walter Centeno                     | 2017 (8 años)  | "Coyella" Fonseca           | 5 500 |             |
| Escorpiones      | Belén         | Andrés Arias                       | 2021 (4 años)  | Polideportivo de Belén      | 4 500 |             |
| Jacó F.C.        | Garabito      | Luis Diego Arnáez                  | 2019 (6 años)  | Municipal de Garabito       | 3 000 |             |
| Golfito          | Pérez Zeledón | Kevin Cunningham                   | 2011 (14 años) | Municipal de P.Zeledón      | 5 000 |             |
| Guadalupe        | Guadalupe     | Fernando Palomeque                 | 2017 (8 años)  | "Coyella" Fonseca           | 4 200 |             |
| Jicaral          | Jicaral       | Mauricio Solís                     | 2007 (18 años) | Asoc. Cívica Jicaraleña     | 1 500 |             |
| Limón Black Star | Limón         | Alberto Moraga                     | 2022 (3 años)  | Juan Gobán                  | 2 349 |             |
| Marineros PFC    | Puntarenas    | Henry Duarte                       | 2023 (2 años)  | "Lito" Pérez                | 3 900 |             |
| PFA Antioquia    | Desamparados  | Wilson Piedrahíta                  | 2022 (3 años)  | "Cuty" Monge                | 3 000 |             |
| Quepos Cambute   | Quepos        | Kenneth Barrantes                  | 1996 (29 años) | Finca Damas                 | 1 000 |             |
| Santa Ana        | Santa Ana     | Cristian Oviedo                    | 1993 (32 años) | Piedades de Santa Ana       | 2 000 |             |
| Turrialba        | Turrialba     | Christian Montero                  | 1940 (84 años) | Rafael Camacho              | 4 500 |             |
| Uruguay          | San Isidro    | Cristian Salomón                   | 1936 (89 años) | El Labrador                 | 2 500 |             |

Datos actualizados al 25 de junio de 2023.

## Fase de clasificación

### Tabla de posiciones

#### Grupo A
| Pos. | Equipo          | Pts. | PJ | G | E | P  | GF | GC | Dif. |  |
| ---- | --------------- | ---- | -- | - | - | -- | -- | -- | ---- |  |
| 1    | Jicaral         | 32   | 16 | 9 | 5 | 2  | 44 | 20 | +24  |  |
| 2    | Quepos Cambute  | 31   | 16 | 9 | 4 | 3  | 36 | 22 | +14  |  |
| 3    | Marineros PFC   | 30   | 16 | 8 | 6 | 2  | 26 | 16 | +10  |  |
| 4    | PFA Antioquia   | 28   | 16 | 8 | 4 | 4  | 39 | 27 | +12  |  |
| 5    | A. D. COFUTPA   | 27   | 16 | 8 | 3 | 5  | 37 | 22 | +15  |  |
| 6    | A. D. Carmelita | 21   | 16 | 6 | 3 | 7  | 29 | 22 | +7   |  |
| 7    | A. D. Sarchí    | 21   | 16 | 6 | 3 | 7  | 30 | 27 | +3   |  |
| 8    | Jacó F.C.       | 10   | 16 | 3 | 1 | 12 | 21 | 50 | −29  |  |
| 9    | Golfito F. C.*  | 1    | 16 | 0 | 1 | 15 | 5  | 61 | −56  |  |

Actualizado a los partidos jugados el 28 de octubre de 2023.
 Fuente: Liga de Ascenso
(*) Pierde la categoría tras no presentarse en las últimas 3 jornadas
|  | Clasifica a cuartos de final. |
|  | Último lugar.                 |

#### Grupo B
| Pos. | Equipo                    | Pts. | PJ | G | E | P  | GF | GC | Dif. |  |
| ---- | ------------------------- | ---- | -- | - | - | -- | -- | -- | ---- |  |
| 1    | Municipal Santa Ana       | 32   | 16 | 9 | 5 | 2  | 32 | 19 | +13  |  |
| 2    | A. D. Cariari             | 29   | 16 | 8 | 5 | 3  | 36 | 24 | +12  |  |
| 3    | Escorpiones de Belén      | 27   | 16 | 8 | 3 | 5  | 38 | 30 | +8   |  |
| 4    | Guadalupe F.C             | 27   | 16 | 8 | 3 | 5  | 22 | 19 | +3   |  |
| 5    | Aserrí F. C.              | 22   | 16 | 6 | 4 | 6  | 14 | 21 | −7   |  |
| 6    | Limón Black Star          | 19   | 16 | 5 | 4 | 7  | 25 | 22 | +3   |  |
| 7    | Fútbol Consultants        | 15   | 16 | 3 | 6 | 7  | 19 | 24 | −5   |  |
| 8    | C. S. Uruguay de Coronado | 14   | 16 | 4 | 2 | 10 | 18 | 31 | −13  |  |
| 9    | Municipal Turrialba       | 13   | 16 | 3 | 4 | 9  | 18 | 32 | −14  |  |

Actualizado a los partidos jugados el 28 de octubre de 2023.
 Fuente: Liga de Ascenso
|  | Clasifica a cuartos de final. |
|  | Último lugar.                 |

### Evolución de la clasificación
| Jornada                   | 1 | 2 | 3 | 4 | 5 | 6 | 7 | 8 | 9 | 10 | 11 | 12 | 13 | 14 | 15 | 16 | 17 | 18 |
| Equipo                    |   |   |   |   |   |   |   |   |   |    |    |    |    |    |    |    |    |    |
| ------------------------- | - | - | - | - | - | - | - | - | - | -- | -- | -- | -- | -- | -- | -- | -- | -- |
| Grupo A                   |   |   |   |   |   |   |   |   |   |    |    |    |    |    |    |    |    |    |
| Jicaral                   | 4 | 6 | 3 | 2 | 2 | 2 | 3 | 4 | 4 | 3  | 3  | 3  | 2  | 2  | 2  | 2  | 2  | 1  |
| Quepos Cambute            | 2 | 2 | 2 | 1 | 1 | 1 | 1 | 1 | 2 | 1  | 1  | 2  | 1  | 1  | 1  | 1  | 1  | 2  |
| Marineros PFC             | 3 | 3 | 5 | 5 | 6 | 7 | 7 | 6 | 7 | 6  | 5  | 4  | 4  | 3  | 3  | 3  | 3  | 3  |
| PFA Antioquia             | 6 | 7 | 4 | 4 | 4 | 4 | 2 | 2 | 1 | 2  | 2  | 1  | 3  | 4  | 4  | 4  | 4  | 4  |
| A. D. COFUTPA             | 8 | 5 | 6 | 6 | 8 | 6 | 8 | 8 | 6 | 8  | 6  | 5  | 6  | 6  | 6  | 5  | 5  | 5  |
| A. D. Carmelita           | 5 | 1 | 1 | 3 | 3 | 3 | 5 | 3 | 3 | 4  | 7  | 7  | 7  | 7  | 7  | 7  | 7  | 6  |
| A. D. Sarchí              | 7 | 8 | 7 | 7 | 5 | 5 | 4 | 5 | 5 | 5  | 4  | 6  | 5  | 5  | 5  | 6  | 6  | 7  |
| Jacó F.C.                 | 1 | 4 | 7 | 8 | 7 | 8 | 6 | 7 | 8 | 7  | 8  | 8  | 8  | 8  | 8  | 8  | 8  | 8  |
| Golfito F. C.             | 9 | 9 | 9 | 9 | 9 | 9 | 9 | 9 | 9 | 9  | 9  | 9  | 9  | 9  | 9  | 9  | 9  | 9  |
| Grupo B                   |   |   |   |   |   |   |   |   |   |    |    |    |    |    |    |    |    |    |
| Municipal Santa Ana       | 3 | 1 | 1 | 2 | 1 | 2 | 3 | 3 | 3 | 2  | 1  | 1  | 1  | 1  | 1  | 1  | 1  | 1  |
| A. D. Cariari             | 6 | 7 | 8 | 5 | 6 | 6 | 4 | 4 | 5 | 3  | 3  | 3  | 3  | 3  | 2  | 2  | 2  | 2  |
| Escorpiones de Belén      | 1 | 3 | 2 | 1 | 3 | 1 | 1 | 1 | 1 | 1  | 2  | 2  | 2  | 2  | 3  | 3  | 3  | 3  |
| Guadalupe F.C             | 9 | 9 | 9 | 9 | 8 | 7 | 7 | 7 | 6 | 6  | 6  | 7  | 6  | 5  | 4  | 4  | 4  | 4  |
| Aserrí F. C.              | 4 | 2 | 3 | 3 | 2 | 3 | 2 | 2 | 2 | 4  | 5  | 5  | 4  | 6  | 6  | 5  | 5  | 5  |
| Limón Black Star          | 7 | 8 | 5 | 4 | 4 | 4 | 5 | 5 | 4 | 5  | 4  | 4  | 5  | 4  | 5  | 6  | 6  | 6  |
| Fútbol Consultants        | 8 | 5 | 4 | 6 | 7 | 8 | 8 | 8 | 8 | 8  | 7  | 6  | 7  | 7  | 8  | 8  | 7  | 7  |
| C. S. Uruguay de Coronado | 2 | 4 | 6 | 7 | 5 | 5 | 6 | 6 | 7 | 7  | 8  | 8  | 8  | 8  | 7  | 7  | 8  | 8  |
| Municipal Turrialba       | 5 | 6 | 7 | 8 | 9 | 9 | 9 | 9 | 9 | 9  | 9  | 9  | 9  | 9  | 9  | 9  | 9  | 9  |

## Resultados
- Los horarios corresponden al tiempo de Costa Rica (UTC-6).
- El calendario de los partidos se dio a conocer el 28 de julio.[1]

| Jornada 1 | Jornada 1 | Jornada 1                 | Jornada 1               | Jornada 1      | Jornada 1 | Jornada 1   | Jornada 1 |
| Local | Resultado | Visitante                 | Estadio                 | Fecha          | Hora      | Transmisión |           |
| Grupo A | Grupo A   | Grupo A                   | Grupo A                 | Grupo A        | Grupo A   | Grupo A     | Grupo A   |
| --- | --------- | ------------------------- | ----------------------- | -------------- | --------- | ----------- | --------- |
| Jicaral | 1 - 1     | A. D. Carmelita           | Asoc. Cívica Jicaraleña | 30 de julio    | 11:00     |             |           |
| A. D. Sarchí | 1 - 2     | Quepos Cambute            | Eliécer Pérez           | 30 de julio    | 11:15     |             |           |
| Marineros PFC | 1 - 0     | A. D. COFUTPA             | "Lito" Pérez            | 30 de julio    | 15:00     |             |           |
| Golfito F. C. | N/P       | Jacó F.C.                 | "Cuty" Monge            | No Programado* | Hora      |             |           |
| Equipo libre: PFA Antioquia |           |                           |                         |                |           |             |           |
| Grupo B |           |                           |                         |                |           |             |           |
| Fútbol Consultants | 0 - 1     | Aserrí F. C.              | "Coyella" Fonseca       | 28 de julio    | 20:00     |             |           |
| Guadalupe F.C | 0 - 3     | Escorpiones de Belén      | "Coyella" Fonseca       | 29 de julio    | 13:00     |             |           |
| A. D. Cariari | 3 - 4     | C. S. Uruguay de Coronado | Comunal de Cariari      | 30 de julio    | 14:00     |             |           |
| Limón Black Star | 1 - 2     | Municipal Santa Ana       | Juan Gobán              | 30 de julio    | 15:00     |             |           |
| Equipo libre: Municipal Turrialba |           |                           |                         |                |           |             |           |
| Total de goles: 20 (*) No Programado por Art.48 del Reglamento de Competición. Ya que por una situación de deuda pendiente, el cuadro golfiteño no puede inscribir jugadores. |           |                           |                         |                |           |             |           |

| Jornada 2 | Jornada 2 | Jornada 2          | Jornada 2           | Jornada 2        | Jornada 2 | Jornada 2   | Jornada 2 |
| Local | Resultado | Visitante          | Estadio             | Fecha            | Hora      | Transmisión |           |
| Grupo A | Grupo A   | Grupo A            | Grupo A             | Grupo A          | Grupo A   | Grupo A     | Grupo A   |
| --- | --------- | ------------------ | ------------------- | ---------------- | --------- | ----------- | --------- |
| A. D. Carmelita | 3 - 1     | A. D. Sarchí       | Rafael Bolaños      | 4 de agosto      | 14:00     |             |           |
| PFA Antioquia | 1 - 1     | Jicaral            | El Labrador         | 5 de agosto      | 15:00     |             |           |
| Quepos Cambute | 2 - 2     | Marineros PFC      | Estadio Finca Damas | 6 de agosto      | 13:00     |             |           |
| A. D. COFUTPA | N/P       | Golfito F. C.      | "Palmareño" Solís   | No Programado(*) | Hora      |             |           |
| Equipo libre: Jacó F.C. |           |                    |                     |                  |           |             |           |
| Grupo B |           |                    |                     |                  |           |             |           |
| Municipal Santa Ana | 3 - 1     | Guadalupe F.C      | Rafael Bolaños      | 5 de agosto      | 14:30     |             |           |
| Aserrí F. C. | 1 - 0     | Limón Black Star   | Arabelo Fallas      | 6 de agosto      | 11:00     |             |           |
| C. S. Uruguay de Coronado | 1 - 2     | Fútbol Consultants | El Labrador         | 6 de agosto      | 15:00     |             |           |
| Municipal Turrialba | 1 - 3     | A. D. Cariari      | Rafael Camacho      | 16 de agosto     | 14:00     |             |           |
| Equipo libre: Escorpiones de Belén |           |                    |                     |                  |           |             |           |
| Total de goles: 22 (*) No Programado por Art.48 del Reglamento de Competición. Ya que por una situación de deuda pendiente, el cuadro golfiteño no puede inscribir jugadores. |           |                    |                     |                  |           |             |           |

| Jornada 3                   | Jornada 3 | Jornada 3                 | Jornada 3               | Jornada 3   | Jornada 3 | Jornada 3   | Jornada 3 |
| Local                       | Resultado | Visitante                 | Estadio                 | Fecha       | Hora      | Transmisión |           |
| Grupo A                     | Grupo A   | Grupo A                   | Grupo A                 | Grupo A     | Grupo A   | Grupo A     | Grupo A   |
| --------------------------- | --------- | ------------------------- | ----------------------- | ----------- | --------- | ----------- | --------- |
| Jicaral                     | 7 - 2     | Jacó F.C.                 | Asoc. Cívica Jicaraleña | 9 de agosto | 11:00     |             |           |
| A. D. Sarchí                | 1 - 2     | PFA Antioquia             | Eliécer Pérez           | 9 de agosto | 11:15     |             |           |
| Quepos Cambute              | 2 - 1     | A. D. COFUTPA             | Estadio Finca Damas     | 9 de agosto | 14:00     |             |           |
| Marineros PFC               | 0 - 3     | A. D. Carmelita           | "Lito" Pérez            | 9 de agosto | 19:00     |             |           |
| Equipo libre: Golfito F. C. |           |                           |                         |             |           |             |           |
| Grupo B                     |           |                           |                         |             |           |             |           |
| Limón Black Star            | 2 - 0     | C. S. Uruguay de Coronado | Juan Gobán              | 9 de agosto | 15:00     |             |           |
| Aserrí F. C.                | 0 - 1     | Municipal Santa Ana       | Arabelo Fallas          | 9 de agosto | 19:00     |             |           |
| A. D. Cariari               | 2 - 4     | Escorpiones de Belén      | Ebal Rodríguez          | 9 de agosto | 19:00     |             |           |
| Fútbol Consultants          | 1 - 1     | Municipal Turrialba       | "Coyella" Fonseca       | 9 de agosto | 20:00     |             |           |
| Equipo libre: Guadalupe F.C |           |                           |                         |             |           |             |           |
| Total de goles: 29          |           |                           |                         |             |           |             |           |

| Jornada 4                         | Jornada 4 | Jornada 4          | Jornada 4               | Jornada 4    | Jornada 4 | Jornada 4   | Jornada 4 |
| Local                             | Resultado | Visitante          | Estadio                 | Fecha        | Hora      | Transmisión |           |
| Grupo A                           | Grupo A   | Grupo A            | Grupo A                 | Grupo A      | Grupo A   | Grupo A     | Grupo A   |
| --------------------------------- | --------- | ------------------ | ----------------------- | ------------ | --------- | ----------- | --------- |
| Jicaral                           | 4 - 1     | Golfito F. C.      | Asoc. Cívica Jicaraleña | 12 de agosto | 11:00     |             |           |
| PFA Antioquia                     | 1 - 0     | Marineros PFC      | El Labrador             | 12 de agosto | 15:00     |             |           |
| Jacó F.C.                         | 1 - 5     | A. D. Sarchí       | Finca Damas             | 13 de agosto | 13:00     |             |           |
| A. D. Carmelita                   | 1 - 2     | Quepos Cambute     | Rafael Bolaños          | 13 de agosto | 15:00     |             |           |
| Equipo libre: A. D. COFUTPA       |           |                    |                         |              |           |             |           |
| Grupo B                           |           |                    |                         |              |           |             |           |
| Guadalupe F.C                     | 1 - 1     | A. D. Cariari      | "Coyella" Fonseca       | 12 de agosto | 13:00     |             |           |
| Escorpiones de Belén              | 3 - 2     | Fútbol Consultants | Polideportivo de Belén  | 12 de agosto | 20:00     |             |           |
| Municipal Turrialba               | 1 - 1     | Limón Black Star   | Rafael Camacho          | 13 de agosto | 11:00     |             |           |
| C. S. Uruguay de Coronado         | 0 - 0     | Aserrí F. C.       | El Labrador             | 13 de agosto | 15:00     |             |           |
| Equipo libre: Municipal Santa Ana |           |                    |                         |              |           |             |           |
| Total de goles: 24                |           |                    |                         |              |           |             |           |

| Jornada 5                   | Jornada 5 | Jornada 5            | Jornada 5           | Jornada 5    | Jornada 5 | Jornada 5   | Jornada 5 |
| Local                       | Resultado | Visitante            | Estadio             | Fecha        | Hora      | Transmisión |           |
| Grupo A                     | Grupo A   | Grupo A              | Grupo A             | Grupo A      | Grupo A   | Grupo A     | Grupo A   |
| --------------------------- | --------- | -------------------- | ------------------- | ------------ | --------- | ----------- | --------- |
| Marineros PFC               | 2 - 2     | Jacó F.C.            | "Lito" Pérez        | 18 de agosto | 19:00     |             |           |
| A. D. Sarchí                | 3 - 0     | Golfito F. C.        | Eliécer Pérez       | 19 de agosto | 15:00     |             |           |
| Quepos Cambute              | 3 - 3     | PFA Antioquia        | Finca Damas         | 20 de agosto | 13:00     |             |           |
| A. D. Carmelita             | 1 - 1     | A. D. COFUTPA        | Rafael Bolaños      | 20 de agosto | 15:00     |             |           |
| Equipo libre: Jicaral       |           |                      |                     |              |           |             |           |
| Grupo B                     |           |                      |                     |              |           |             |           |
| Fútbol Consultants          | 0 - 1     | Guadalupe F.C        | "Coyella" Fonseca   | 18 de agosto | 20:00     |             |           |
| Aserrí F. C.                | 1 - 0     | Municipal Turrialba  | Municipal de Aserrí | 19 de agosto | 15:00     |             |           |
| Limón Black Star            | 5 - 0     | Escorpiones de Belén | Juan Gobán          | 20 de agosto | 15:00     |             |           |
| C. S. Uruguay de Coronado   | 2 - 2     | Municipal Santa Ana  | El Labrador         | 20 de agosto | 15:00     |             |           |
| Equipo libre: A. D. Cariari |           |                      |                     |              |           |             |           |
| Total de goles: 26          |           |                      |                     |              |           |             |           |

| Jornada 6                        | Jornada 6 | Jornada 6                 | Jornada 6              | Jornada 6    | Jornada 6 | Jornada 6   | Jornada 6 |
| Local                            | Resultado | Visitante                 | Estadio                | Fecha        | Hora      | Transmisión |           |
| Grupo A                          | Grupo A   | Grupo A                   | Grupo A                | Grupo A      | Grupo A   | Grupo A     | Grupo A   |
| -------------------------------- | --------- | ------------------------- | ---------------------- | ------------ | --------- | ----------- | --------- |
| PFA Antioquia                    | 1 - 1     | A. D. Carmelita           | El Labrador            | 23 de agosto | 13:00     |             |           |
| Jacó F.C.                        | 2 - 3     | Quepos Cambute            | Finca Damas            | 23 de agosto | 14:00     |             |           |
| A. D. COFUTPA                    | 2 - 2     | Jicaral                   | "Palmareño" Solís      | 23 de agosto | 20:00     |             |           |
| Marineros PFC                    | 1 - 1     | Golfito F. C.             | "Lito" Pérez           | 30 de agosto | 13:00     |             |           |
| Equipo libre: A. D. Sarchí       |           |                           |                        |              |           |             |           |
| Grupo B                          |           |                           |                        |              |           |             |           |
| Municipal Turrialba              | 1 - 2     | C. S. Uruguay de Coronado | Rafael Camacho         | 23 de agosto | 11:00     |             |           |
| Escorpiones de Belén             | 5 - 1     | Aserrí F. C.              | Polideportivo de Belén | 23 de agosto | 14:00     |             |           |
| Municipal Santa Ana              | 1 - 2     | A. D. Cariari             | Rafael Bolaños         | 23 de agosto | 15:00     |             |           |
| Guadalupe F.C                    | 1 - 1     | Limón Black Star          | "Coyella" Fonseca      | 23 de agosto | 19:00     |             |           |
| Equipo libre: Fútbol Consultants |           |                           |                        |              |           |             |           |
| Total de goles: 27               |           |                           |                        |              |           |             |           |

| Jornada 7                     | Jornada 7 | Jornada 7            | Jornada 7           | Jornada 7    | Jornada 7 | Jornada 7   | Jornada 7 |
| Local                         | Resultado | Visitante            | Estadio             | Fecha        | Hora      | Transmisión |           |
| Grupo A                       | Grupo A   | Grupo A              | Grupo A             | Grupo A      | Grupo A   | Grupo A     | Grupo A   |
| ----------------------------- | --------- | -------------------- | ------------------- | ------------ | --------- | ----------- | --------- |
| PFA Antioquia                 | 2 - 0     | A. D. COFUTPA        | El Labrador         | 26 de agosto | 15:00     |             |           |
| A. D. Sarchí                  | 3 - 2     | Jicaral              | Eliécer Pérez       | 27 de agosto | 11:15     |             |           |
| Quepos Cambute                | 2 - 0     | Golfito F. C.        | Finca Damas         | 27 de agosto | 13:00     |             |           |
| A. D. Carmelita               | 0 - 1     | Jacó F.C.            | Rafael Bolaños      | 27 de agosto | 15:00     |             |           |
| Equipo libre:Marineros PFC    |           |                      |                     |              |           |             |           |
| Grupo B                       |           |                      |                     |              |           |             |           |
| Fútbol Consultants            | 1 - 2     | A. D. Cariari        | "Coyella" Fonseca   | 25 de agosto | 20:00     |             |           |
| Aserrí F. C.                  | 1 - 0     | Guadalupe F.C        | Municipal de Aserrí | 27 de agosto | 11:00     |             |           |
| Municipal Turrialba           | 1 - 1     | Municipal Santa Ana  | Rafael Camacho      | 27 de agosto | 11:00     |             |           |
| C. S. Uruguay de Coronado     | 0 - 1     | Escorpiones de Belén | El Labrador         | 27 de agosto | 15:00     |             |           |
| Equipo libre:Limón Black Star |           |                      |                     |              |           |             |           |
| Total de goles: 17            |           |                      |                     |              |           |             |           |

| Jornada 8                   | Jornada 8 | Jornada 8                 | Jornada 8               | Jornada 8       | Jornada 8 | Jornada 8   | Jornada 8 |
| Local                       | Resultado | Visitante                 | Estadio                 | Fecha           | Hora      | Transmisión |           |
| Grupo A                     | Grupo A   | Grupo A                   | Grupo A                 | Grupo A         | Grupo A   | Grupo A     | Grupo A   |
| --------------------------- | --------- | ------------------------- | ----------------------- | --------------- | --------- | ----------- | --------- |
| A. D. Carmelita             | 3 - 0     | Golfito F. C.             | Rafael Bolaños          | 1 de septiembre | 14:00     |             |           |
| Jacó F.C.                   | 1 - 3     | PFA Antioquia             | Finca Damas             | 2 de septiembre | 13:00     |             |           |
| Jicaral                     | 1 - 1     | Marineros PFC             | Asoc. Cívica Jicaraleña | 3 de septiembre | 11:00     |             |           |
| A. D. Sarchí                | 1 - 1     | A. D. COFUTPA             | Eliécer Pérez           | 3 de septiembre | 11:15     |             |           |
| Equipo libre:Quepos Cambute |           |                           |                         |                 |           |             |           |
| Grupo B                     |           |                           |                         |                 |           |             |           |
| Fútbol Consultants          | 1 - 1     | Municipal Santa Ana       | "Coyella" Fonseca       | 1 de septiembre | 20:00     |             |           |
| Guadalupe F.C               | 3 - 2     | C. S. Uruguay de Coronado | "Coyella" Fonseca       | 2 de septiembre | 13:00     |             |           |
| Escorpiones de Belén        | 5 - 3     | Municipal Turrialba       | Polideportivo de Belén  | 2 de septiembre | 18:00     |             |           |
| A. D. Cariari               | 1 - 1     | Limón Black Star          | Ebal Rodríguez          | 3 de septiembre | 14:00     |             |           |
| Equipo libre: Aserrí F. C.  |           |                           |                         |                 |           |             |           |
| Total de goles: 28          |           |                           |                         |                 |           |             |           |

| Jornada 9                              | Jornada 9 | Jornada 9            | Jornada 9           | Jornada 9       | Jornada 9 | Jornada 9   | Jornada 9 |
| Local                                  | Resultado | Visitante            | Estadio             | Fecha           | Hora      | Transmisión |           |
| Grupo A                                | Grupo A   | Grupo A              | Grupo A             | Grupo A         | Grupo A   | Grupo A     | Grupo A   |
| -------------------------------------- | --------- | -------------------- | ------------------- | --------------- | --------- | ----------- | --------- |
| PFA Antioquia                          | 6 - 2     | Golfito F. C.        | El Labrador         | 6 de septiembre | 13:00     |             |           |
| Quepos Cambute                         | 1 - 1     | Jicaral              | Finca Damas         | 6 de septiembre | 14:30     |             |           |
| Marineros PFC                          | 1 - 1     | A. D. Sarchí         | "Lito" Pérez        | 6 de septiembre | 17:00     |             |           |
| A. D. COFUTPA                          | 5 - 1     | Jacó F.C.            | "Palmareño" Solís   | 6 de septiembre | 20:00     |             |           |
| Equipo libre: A. D. Carmelita          |           |                      |                     |                 |           |             |           |
| Grupo B                                |           |                      |                     |                 |           |             |           |
| Municipal Santa Ana                    | 1 - 1     | Escorpiones de Belén | Rafael Bolaños      | 6 de septiembre | 14:00     |             |           |
| Limón Black Star                       | 3 - 1     | Fútbol Consultants   | Juan Gobán          | 6 de septiembre | 14:00     |             |           |
| Aserrí F. C.                           | 2 - 2     | A. D. Cariari        | Municipal de Aserrí | 6 de septiembre | 19:00     |             |           |
| Municipal Turrialba                    | 1 - 1     | Guadalupe F.C        | Rafael Camacho      | 7 de septiembre | 13:00     |             |           |
| Equipo libre:C. S. Uruguay de Coronado |           |                      |                     |                 |           |             |           |
| Total de goles: 30                     |           |                      |                     |                 |           |             |           |

| Jornada 10                       | Jornada 10 | Jornada 10         | Jornada 10             | Jornada 10       | Jornada 10 | Jornada 10  | Jornada 10 |
| Local                            | Resultado  | Visitante          | Estadio                | Fecha            | Hora       | Transmisión |            |
| Grupo A                          | Grupo A    | Grupo A            | Grupo A                | Grupo A          | Grupo A    | Grupo A     | Grupo A    |
| -------------------------------- | ---------- | ------------------ | ---------------------- | ---------------- | ---------- | ----------- | ---------- |
| A. D. Carmelita                  | 0 - 3      | Jicaral            | Rafael Bolaños         | 9 de septiembre  | 13:00      |             |            |
| A. D. COFUTPA                    | 0 - 1      | Marineros PFC      | "Palmareño" Solís      | 9 de septiembre  | 19:00      |             |            |
| Quepos Cambute                   | 3 - 0      | A. D. Sarchí       | Finca Damas            | 10 de septiembre | 13:00      |             |            |
| Jacó F.C.                        | 7 - 1      | Golfito F. C.      | "Palmareño" Solís      | 10 de septiembre | 14:00      |             |            |
| Equipo libre: PFA Antioquia      |            |                    |                        |                  |            |             |            |
| Grupo B                          |            |                    |                        |                  |            |             |            |
| Escorpiones de Belén             | 0 - 2      | Guadalupe F.C      | Polideportivo de Belén | 9 de septiembre  | 18:00      |             |            |
| C. S. Uruguay de Coronado        | 0 - 3      | A. D. Cariari      | El Labrador            | 9 de septiembre  | 19:00      |             |            |
| Aserrí F. C.                     | 0 - 0      | Fútbol Consultants | Municipal de Aserrí    | 10 de septiembre | 13:00      |             |            |
| Municipal Santa Ana              | 2 - 0      | Limón Black Star   | Rafael Bolaños         | 10 de septiembre | 14:00      |             |            |
| Equipo libre:Municipal Turrialba |            |                    |                        |                  |            |             |            |
| Total de goles: 22               |            |                    |                        |                  |            |             |            |

| Jornada 11                        | Jornada 11 | Jornada 11                | Jornada 11              | Jornada 11       | Jornada 11 | Jornada 11  | Jornada 11 |
| Local                             | Resultado  | Visitante                 | Estadio                 | Fecha            | Hora       | Transmisión |            |
| Grupo A                           | Grupo A    | Grupo A                   | Grupo A                 | Grupo A          | Grupo A    | Grupo A     | Grupo A    |
| --------------------------------- | ---------- | ------------------------- | ----------------------- | ---------------- | ---------- | ----------- | ---------- |
| Jicaral                           | 2 - 1      | PFA Antioquia             | Asoc. Cívica Jicaraleña | 17 de septiembre | 11:00      |             |            |
| Marineros PFC                     | 2 - 1      | Quepos Cambute            | "Lito" Pérez            | 17 de septiembre | 16:00      |             |            |
| A. D. Sarchí                      | 4 - 3      | A. D. Carmelita           | Eliécer Pérez           | 18 de septiembre | 11:15      |             |            |
| Golfito F. C.                     | 0 - 9      | A. D. COFUTPA             | Municipal P.Zeledón     | 18 de septiembre | 13:00      |             |            |
| Equipo libre:Jacó F.C.            |            |                           |                         |                  |            |             |            |
| Grupo B                           |            |                           |                         |                  |            |             |            |
| Limón Black Star                  | 4 - 1      | Aserrí F. C.              | Juan Gobán              | 15 de septiembre | 15:00      |             |            |
| Fútbol Consultants                | 3 - 2      | C. S. Uruguay de Coronado | "Coyella" Fonseca       | 15 de septiembre | 20:00      |             |            |
| A. D. Cariari                     | 6 - 0      | Municipal Turrialba       | Ebal Rodríguez          | 16 de septiembre | 14:00      |             |            |
| Guadalupe F.C                     | 1 - 3      | Municipal Santa Ana       | "Coyella" Fonseca       | 16 de septiembre | 19:00      |             |            |
| Equipo libre:Escorpiones de Belén |            |                           |                         |                  |            |             |            |
| Total de goles:42                 |            |                           |                         |                  |            |             |            |

| Jornada 12                  | Jornada 12 | Jornada 12         | Jornada 12             | Jornada 12       | Jornada 12 | Jornada 12  | Jornada 12 |
| Local                       | Resultado  | Visitante          | Estadio                | Fecha            | Hora       | Transmisión |            |
| Grupo A                     | Grupo A    | Grupo A            | Grupo A                | Grupo A          | Grupo A    | Grupo A     | Grupo A    |
| --------------------------- | ---------- | ------------------ | ---------------------- | ---------------- | ---------- | ----------- | ---------- |
| PFA Antioquia               | 3 - 1      | A. D. Sarchí       | El Labrador            | 22 de septiembre | 14:00      |             |            |
| A. D. Carmelita             | 1 - 2      | Marineros PFC      | Rafael Bolaños         | 22 de septiembre | 14:00      |             |            |
| A. D. COFUTPA               | 4 - 3      | Quepos Cambute     | "Palmareño" Solís      | 23 de septiembre | 19:00      |             |            |
| Jacó F.C.                   | 0 - 6      | Jicaral            | Finca Damas            | 24 de septiembre | 13:00      |             |            |
| Equipo libre: Golfito F. C. |            |                    |                        |                  |            |             |            |
| Grupo B                     |            |                    |                        |                  |            |             |            |
| C. S. Uruguay de Coronado   | 3 - 2      | Limón Black Star   | El Labrador            | 23 de septiembre | 13:00      |             |            |
| Municipal Santa Ana         | 3 - 1      | Aserrí F. C.       | Rafael Bolaños         | 23 de septiembre | 15:00      |             |            |
| Municipal Turrialba         | 1 - 2      | Fútbol Consultants | Rafael Camacho         | 24 de septiembre | 11:00      |             |            |
| Escorpiones de Belén        | 3 - 3      | A. D. Cariari      | Polideportivo de Belén | 24 de septiembre | 16:00      |             |            |
| Equipo libre:Guadalupe F.C  |            |                    |                        |                  |            |             |            |
| Total de goles: 38          |            |                    |                        |                  |            |             |            |

| Jornada 13                        | Jornada 13 | Jornada 13                | Jornada 13          | Jornada 13       | Jornada 13 | Jornada 13  | Jornada 13 |
| Local                             | Resultado  | Visitante                 | Estadio             | Fecha            | Hora       | Transmisión |            |
| Grupo A                           | Grupo A    | Grupo A                   | Grupo A             | Grupo A          | Grupo A    | Grupo A     | Grupo A    |
| --------------------------------- | ---------- | ------------------------- | ------------------- | ---------------- | ---------- | ----------- | ---------- |
| A. D. Sarchí                      | 5 - 0      | Jacó F.C.                 | Eliécer Pérez       | 1 de octubre     | 11:15      |             |            |
| Quepos Cambute                    | 3 - 1      | A. D. Carmelita           | Finca Damas         | 1 de octubre     | 14:00      |             |            |
| Marineros PFC                     | 5 - 1      | PFA Antioquia             | "Lito" Pérez        | 1 de octubre     | 16:00      |             |            |
| Golfito F. C.                     | 0 - 3      | Jicaral                   | Municipal P.Zeledón | 2 de octubre     | 13:00      |             |            |
| Equipo libre:A. D. COFUTPA        |            |                           |                     |                  |            |             |            |
| Grupo B                           |            |                           |                     |                  |            |             |            |
| Fútbol Consultants                | 2 - 2      | Escorpiones de Belén      | "Coyella" Fonseca   | 29 de septiembre | 20:00      |             |            |
| Aserrí F. C.                      | 2 - 0      | C. S. Uruguay de Coronado | Municipal de Aserrí | 30 de septiembre | 19:00      |             |            |
| A. D. Cariari                     | 1 - 2      | Guadalupe F.C             | Ebal Rodríguez      | 1 de octubre     | 14:00      |             |            |
| Limón Black Star                  | 1 - 3      | Municipal Turrialba       | Juan Gobán          | 1 de octubre     | 15:00      |             |            |
| Equipo libre: Municipal Santa Ana |            |                           |                     |                  |            |             |            |
| Total de goles: 31                |            |                           |                     |                  |            |             |            |

| Jornada 14                 | Jornada 14 | Jornada 14                | Jornada 14             | Jornada 14   | Jornada 14 | Jornada 14  | Jornada 14 |
| Local                      | Resultado  | Visitante                 | Estadio                | Fecha        | Hora       | Transmisión |            |
| Grupo A                    | Grupo A    | Grupo A                   | Grupo A                | Grupo A      | Grupo A    | Grupo A     | Grupo A    |
| -------------------------- | ---------- | ------------------------- | ---------------------- | ------------ | ---------- | ----------- | ---------- |
| Jacó F.C.                  | 1 - 2      | Marineros PFC             | Finca Damas            | 7 de octubre | 11:15      |             |            |
| A. D. COFUTPA              | 3 - 1      | A. D. Carmelita           | "Palmareño" Solís      | 7 de octubre | 19:00      |             |            |
| PFA Antioquia              | 2 - 2      | Quepos Cambute            | El Labrador            | 8 de octubre | 14:00      |             |            |
| Golfito F. C.              | 0 - 2      | A. D. Sarchí              | Municipal de P.Zeledón | 9 de octubre | 13:00      |             |            |
| Equipo libre:Jicaral       |            |                           |                        |              |            |             |            |
| Grupo B                    |            |                           |                        |              |            |             |            |
| Guadalupe F.C              | 2 - 1      | Fútbol Consultants        | "Coyella" Fonseca      | 6 de octubre | 13:00      |             |            |
| Municipal Santa Ana        | 1 - 0      | C. S. Uruguay de Coronado | Rafael Bolaños         | 7 de octubre | 15:00      |             |            |
| Escorpiones de Belén       | 2 - 3      | Limón Black Star          | Polideportivo de Belén | 7 de octubre | 18:00      |             |            |
| Municipal Turrialba        | 1 - 0      | Aserrí F. C.              | Rafael A. Camacho      | 8 de octubre | 11:00      |             |            |
| Equipo libre:A. D. Cariari |            |                           |                        |              |            |             |            |
| Total de goles: 23         |            |                           |                        |              |            |             |            |

| Jornada 15 | Jornada 15 | Jornada 15           | Jornada 15              | Jornada 15    | Jornada 15 | Jornada 15  | Jornada 15 |
| Local | Resultado  | Visitante            | Estadio                 | Fecha         | Hora       | Transmisión |            |
| Grupo A | Grupo A    | Grupo A              | Grupo A                 | Grupo A       | Grupo A    | Grupo A     | Grupo A    |
| --- | ---------- | -------------------- | ----------------------- | ------------- | ---------- | ----------- | ---------- |
| A. D. Carmelita | 4 - 0      | PFA Antioquia        | Rafael Bolaños          | 13 de octubre | 14:00      |             |            |
| Quepos Cambute | 3 - 0      | Jacó F.C.            | Finca Damas             | 15 de octubre | 14:00      |             |            |
| Golfito F. C. | 0 - 3*     | Marineros PFC        | Municipal de P.Zeledón  | 16 de octubre | 13:00      |             |            |
| Jicaral | 4 - 1      | A. D. COFUTPA        | Asoc. Cívica Jicaraleña | 17 de octubre | 11:00      |             |            |
| Equipo libre: A. D. Sarchí |            |                      |                         |               |            |             |            |
| Grupo B |            |                      |                         |               |            |             |            |
| C. S. Uruguay de Coronado | 2 - 1      | Municipal Turrialba  | El Labrador             | 14 de octubre | 14:00      |             |            |
| A. D. Cariari | 2 - 1      | Municipal Santa Ana  | Ebal Rodríguez          | 15 de octubre | 14:00      |             |            |
| Limón Black Star | 0 - 2      | Guadalupe F.C        | Juan Gobán              | 15 de octubre | 14:00      |             |            |
| Aserrí F. C. | 1 - 4      | Escorpiones de Belén | El Labrador             | 28 de octubre | 19:00      |             |            |
| Equipo libre: Fútbol Consultants                                                                                              |            |                      |                         |               |            |             |            |
| Total de goles: 25 (*) Se le otorgan los puntos a Marineros PFC por falta de organización por parte del equipo de Golfito F.C |            |                      |                         |               |            |             |            |

| Jornada 16 | Jornada 16 | Jornada 16                | Jornada 16              | Jornada 16    | Jornada 16 | Jornada 16  | Jornada 16 |
| Local | Resultado  | Visitante                 | Estadio                 | Fecha         | Hora       | Transmisión |            |
| Grupo A | Grupo A    | Grupo A                   | Grupo A                 | Grupo A       | Grupo A    | Grupo A     | Grupo A    |
| --- | ---------- | ------------------------- | ----------------------- | ------------- | ---------- | ----------- | ---------- |
| Jacó F.C. | 0 - 3      | A. D. Carmelita           | "Lito" Pérez            | 20 de octubre | 11:15      |             |            |
| A. D. COFUTPA | 4 - 3      | PFA Antioquia             | "Palmareño" Solís       | 21 de octubre | 19:00      |             |            |
| Jicaral | 4 - 2      | A. D. Sarchí              | Asoc. Cívica Jicaraleña | 22 de octubre | 11:00      |             |            |
| Golfito F. C. | 0 - 3*     | Quepos Cambute            | Municipal de P.Zeledón  | Desprogramado | N/A        |             |            |
| Equipo libre: Marineros PFC                                                                                      |            |                           |                         |               |            |             |            |
| Grupo B |            |                           |                         |               |            |             |            |
| Guadalupe F.C | 0 - 1      | Aserrí F. C.              | "Coyella" Fonseca       | 20 de octubre | 19:00      |             |            |
| Municipal Santa Ana                                                                                              | 4 - 1      | Municipal Turrialba       | Rafael Bolaños          | 21 de octubre | 14:00      |             |            |
| Escorpiones de Belén                                                                                             | 2 - 0      | C. S. Uruguay de Coronado | Polideportivo de Belén  | 21 de octubre | 18:00      |             |            |
| A. D. Cariari | 2 - 1      | Fútbol Consultants        | Ebal Rodríguez          | 22 de octubre | 11:00      |             |            |
| Equipo libre:Limón Black Star                                                                                    |            |                           |                         |               |            |             |            |
| Total de goles: 27 (*) Golfito FC pierde los puntos por no cumplir con el Art. 16.5 de las Normas de Competición |            |                           |                         |               |            |             |            |

| Jornada 17 | Jornada 17 | Jornada 17           | Jornada 17             | Jornada 17     | Jornada 17    | Jornada 17  | Jornada 17 |
| Local | Resultado  | Visitante            | Estadio                | Fecha          | Hora          | Transmisión |            |
| Grupo A | Grupo A    | Grupo A              | Grupo A                | Grupo A        | Grupo A       | Grupo A     | Grupo A    |
| --- | ---------- | -------------------- | ---------------------- | -------------- | ------------- | ----------- | ---------- |
| A. D. COFUTPA | 2 - 0      | A. D. Sarchí         | "Palmareño" Solís      | 28 de octubre  | 18:00         |             |            |
| PFA Antioquia | 4 - 0      | Jacó F.C.            | El Labrador            | 29 de octubre  | 14:00         |             |            |
| Marineros PFC | 3 - 1      | Jicaral              | "Lito" Pérez           | 29 de octubre  | 15:00         |             |            |
| Golfito F. C. | 0 - 3*     | A. D. Carmelita      | Municipal de P.Zeledón | 30 de octubre  | Desprogramado |             |            |
| Equipo libre: Quepos Cambute                                                                                     |            |                      |                        |                |               |             |            |
| Grupo B |            |                      |                        |                |               |             |            |
| C. S. Uruguay de Coronado                                                                                        | 0 - 3      | Guadalupe F.C        | El Labrador            | 28 de octubre  | 13:00         |             |            |
| Municipal Santa Ana                                                                                              | 2 - 2      | Fútbol Consultants   | Rafael Bolaños         | 28 de octubre  | 14:00         |             |            |
| Limón Black Star                                                                                                 | 1 - 2      | A. D. Cariari        | Juan Gobán             | 29 de octubre  | 14:00         |             |            |
| Municipal Turrialba                                                                                              | 1 - 0      | Escorpiones de Belén | Rafael A. Camacho      | 1 de noviembre | 19:00         |             |            |
| Equipo libre: Aserrí F. C.                                                                                       |            |                      |                        |                |               |             |            |
| Total de goles: 21 (*) Golfito FC pierde los puntos por no cumplir con el Art. 16.5 de las Normas de Competición |            |                      |                        |                |               |             |            |

| Jornada 18                              | Jornada 18 | Jornada 18          | Jornada 18             | Jornada 18     | Jornada 18 | Jornada 18  | Jornada 18 |
| Local                                   | Resultado  | Visitante           | Estadio                | Fecha          | Hora       | Transmisión |            |
| Grupo A                                 | Grupo A    | Grupo A             | Grupo A                | Grupo A        | Grupo A    | Grupo A     | Grupo A    |
| --------------------------------------- | ---------- | ------------------- | ---------------------- | -------------- | ---------- | ----------- | ---------- |
| A. D. Sarchí                            | 0 - 0      | Marineros PFC       | Eliécer Pérez          | 5 de noviembre | 13:00      |             |            |
| Jacó F.C.                               | 0 - 1      | A. D. COFUTPA       | El Labrador            | 5 de noviembre | 13:00      |             |            |
| Jicaral                                 | 2 - 1      | Quepos Cambute      | Asoc.Cívica Jicaraleña | 5 de noviembre | 13:00      |             |            |
| Golfito F. C.                           | 0 - 6      | PFA Antioquia       | Municipal de P.Zeledón | 5 de noviembre | 13:00      |             |            |
| Equipo libre: A. D. Carmelita           |            |                     |                        |                |            |             |            |
| Grupo B                                 |            |                     |                        |                |            |             |            |
| Fútbol Consultants                      | 0 - 0      | Limón Black Star    | El Labrador            | 3 de noviembre | 13:00      |             |            |
| Guadalupe F.C                           | 2 - 1      | Municipal Turrialba | "Coyella" Fonseca      | 5 de noviembre | 13:00      |             |            |
| Escorpiones de Belén                    | 3 - 4      | Municipal Santa Ana | Polideportivo de Belén | 5 de noviembre | 13:00      |             |            |
| A. D. Cariari                           | 1 - 1      | Aserrí F. C.        | Comunal de Cariari     | 5 de noviembre | 13:00      |             |            |
| Equipo libre: C. S. Uruguay de Coronado |            |                     |                        |                |            |             |            |
| Total de goles: 22                      |            |                     |                        |                |            |             |            |

## Fase final

### Cuadro de desarrollo
|  | Cuartos de final                                              | Cuartos de final                                              | Cuartos de final                                              | Cuartos de final                                              | Cuartos de final                                              |   |    | Semifinales                                            | Semifinales                                            | Semifinales                                            | Semifinales                                            | Semifinales                                            |  |    | Final                                          | Final                                          | Final                                          | Final                                          | Final                                          |  |
|  | 10,11,12 y 13 de noviembre (ida) 18 y 19 de noviembre(vuelta) | 10,11,12 y 13 de noviembre (ida) 18 y 19 de noviembre(vuelta) | 10,11,12 y 13 de noviembre (ida) 18 y 19 de noviembre(vuelta) | 10,11,12 y 13 de noviembre (ida) 18 y 19 de noviembre(vuelta) | 10,11,12 y 13 de noviembre (ida) 18 y 19 de noviembre(vuelta) |   |    | 25 y 26 de noviembre (ida) 2 y 3 de diciembre (vuelta) | 25 y 26 de noviembre (ida) 2 y 3 de diciembre (vuelta) | 25 y 26 de noviembre (ida) 2 y 3 de diciembre (vuelta) | 25 y 26 de noviembre (ida) 2 y 3 de diciembre (vuelta) | 25 y 26 de noviembre (ida) 2 y 3 de diciembre (vuelta) |  |    | 10 de diciembre (ida) 17 de diciembre (vuelta) | 10 de diciembre (ida) 17 de diciembre (vuelta) | 10 de diciembre (ida) 17 de diciembre (vuelta) | 10 de diciembre (ida) 17 de diciembre (vuelta) | 10 de diciembre (ida) 17 de diciembre (vuelta) |  |
|  |                                                               |                                                               |                                                               |                                                               |                                                               |   |    |                                                        |                                                        |                                                        |                                                        |                                                        |  |    |                                                |                                                |                                                |                                                |                                                |  |
|  |                                                               |                                                               |                                                               |                                                               |                                                               |   |    |                                                        |                                                        |                                                        |                                                        |                                                        |  |    |                                                |                                                |                                                |                                                |                                                |  |
|  | 1°A                                                           | Jicaral                                                       | 0                                                             | 2                                                             | 2                                                             |   |    |                                                        |                                                        |                                                        |                                                        |                                                        |  |    |                                                |                                                |                                                |                                                |                                                |  |
|  | 1°A                                                           | Jicaral                                                       | 0                                                             | 2                                                             | 2                                                             |   |    |                                                        |                                                        |                                                        |                                                        |                                                        |  |    |                                                |                                                |                                                |                                                |                                                |  |
|  | 4°B                                                           | Guadalupe F.C                                                 | 2                                                             | 1                                                             | 3                                                             |   |    |                                                        |                                                        |                                                        |                                                        |                                                        |  |    |                                                |                                                |                                                |                                                |                                                |  |
|  | 4°B                                                           | Guadalupe F.C                                                 | 2                                                             | 1                                                             | 3                                                             |   | C1 | Guadalupe F.C                                          | 2                                                      | 2                                                      | 4                                                      |                                                        |  |    |                                                |                                                |                                                |                                                |                                                |  |
|  |                                                               |                                                               |                                                               |                                                               |                                                               |   | C1 | Guadalupe F.C                                          | 2                                                      | 2                                                      | 4                                                      |                                                        |  |    |                                                |                                                |                                                |                                                |                                                |  |
|  |                                                               |                                                               | C3                                                            | A. D. Cariari                                                 | 2                                                             | 3 | 5  |                                                        |                                                        |                                                        |                                                        |                                                        |  |    |                                                |                                                |                                                |                                                |                                                |  |
|  | 2°B                                                           | A. D. Cariari                                                 | C3                                                            | A. D. Cariari                                                 | 2                                                             | 3 | 5  | 2                                                      | 2                                                      | 4                                                      |                                                        |                                                        |  |    |                                                |                                                |                                                |                                                |                                                |  |
|  | 2°B                                                           | A. D. Cariari                                                 |                                                               |                                                               |                                                               |   |    |                                                        |                                                        | 4                                                      |                                                        |                                                        |  |    |                                                |                                                |                                                |                                                |                                                |  |
|  | 3°A                                                           | Marineros PFC                                                 | 1                                                             | 1                                                             | 2                                                             |   |    |                                                        |                                                        |                                                        |                                                        |                                                        |  |    |                                                |                                                |                                                |                                                |                                                |  |
|  | 3°A                                                           | Marineros PFC                                                 | 1                                                             | 1                                                             | 2                                                             |   |    |                                                        |                                                        |                                                        |                                                        |                                                        |  | F1 | A. D. Cariari                                  | 1                                              | 1                                              | 2                                              |                                                |  |
|  |                                                               |                                                               |                                                               |                                                               |                                                               |   |    |                                                        |                                                        |                                                        |                                                        |                                                        |  | F1 | A. D. Cariari                                  | 1                                              | 1                                              | 2                                              |                                                |  |
|  |                                                               |                                                               | F2                                                            | Santa Ana                                                     | 1                                                             | 2 | 3  |                                                        |                                                        |                                                        |                                                        |                                                        |  |    |                                                |                                                |                                                |                                                |                                                |  |
|  | 2°A                                                           | Quepos Cambute                                                | F2                                                            | Santa Ana                                                     | 1                                                             | 2 | 3  | 2                                                      | 3                                                      | 5(2)                                                   |                                                        |                                                        |  |    |                                                |                                                |                                                |                                                |                                                |  |
|  | 2°A                                                           | Quepos Cambute                                                |                                                               |                                                               |                                                               |   |    |                                                        |                                                        | 5(2)                                                   |                                                        |                                                        |  |    |                                                |                                                |                                                |                                                |                                                |  |
|  | 3°B                                                           | Escorpiones de Belén                                          | 5                                                             | 0                                                             | 5(4)                                                          |   |    |                                                        |                                                        |                                                        |                                                        |                                                        |  |    |                                                |                                                |                                                |                                                |                                                |  |
|  | 3°B                                                           | Escorpiones de Belén                                          | 5                                                             | 0                                                             | 5(4)                                                          |   | C2 | Escorpiones de Belén                                   | 0                                                      | 0                                                      | 0                                                      |                                                        |  |    |                                                |                                                |                                                |                                                |                                                |  |
|  |                                                               |                                                               |                                                               |                                                               |                                                               |   | C2 | Escorpiones de Belén                                   | 0                                                      | 0                                                      | 0                                                      |                                                        |  |    |                                                |                                                |                                                |                                                |                                                |  |
|  |                                                               |                                                               | C4                                                            | Santa Ana                                                     | 3                                                             | 2 | 5  |                                                        |                                                        |                                                        |                                                        |                                                        |  |    |                                                |                                                |                                                |                                                |                                                |  |
|  | 1°B                                                           | Santa Ana                                                     | C4                                                            | Santa Ana                                                     | 3                                                             | 2 | 5  | 2                                                      | 5                                                      | 7                                                      |                                                        |                                                        |  |    |                                                |                                                |                                                |                                                |                                                |  |
|  | 1°B                                                           | Santa Ana                                                     |                                                               |                                                               |                                                               |   |    |                                                        |                                                        | 7                                                      |                                                        |                                                        |  |    |                                                |                                                |                                                |                                                |                                                |  |
|  | 4°A                                                           | PFA Antioquia                                                 | 1                                                             | 2                                                             | 3                                                             |   |    |                                                        |                                                        |                                                        |                                                        |                                                        |  |    |                                                |                                                |                                                |                                                |                                                |  |
|  | 4°A                                                           | PFA Antioquia                                                 | 1                                                             | 2                                                             | 3                                                             |   |    |                                                        |                                                        |                                                        |                                                        |                                                        |  |    |                                                |                                                |                                                |                                                |                                                |  |
|  |                                                               |                                                               |                                                               |                                                               |                                                               |   |    |                                                        |                                                        |                                                        |                                                        |                                                        |  |    |                                                |                                                |                                                |                                                |                                                |  |

### Cuartos de final

#### Jicaral vs. Guadalupe FC
| 10 de noviembre de 2023; 20:00 | Guadalupe F.C                             | 2:0 (1:0) | Jicaral | "Coyella" Fonseca, Guadalupe, San José |             |
|                                | Lemarck Hernández 39' · Hansell Arauz 49' |           |         | Árbitro(s):                            | Árbitro(s): |

| 19 de noviembre de 2023; 11:00 | Jicaral                                   | 2:1 (2:0) (Global 2:3) | Guadalupe F.C      | Asoc. Cívica Jicaraleña, Lepanto, Puntarenas |             |
|                                | Jairo Arrieta 38' · Byron Gutiérrez 43' · |                        | Kevin Patiño 54' · | Árbitro(s):                                  | Árbitro(s): |

#### Cariari vs. Marineros PFC
| 13 de noviembre de 2023; 11:00 | A. D. Cariari                            | 2:1 (2:0) | Marineros PFC   | Comunal de Cariari, Pococí Limón |             |
|                                | Jefferson Sánchez 35' · Yordy Obando 37' |           | Josué Quedo 52' | Árbitro(s):                      | Árbitro(s): |

| 17 de noviembre de 2023; 19:00 | Marineros PFC         | 1:2 (1:2) (Global 2:4) | A. D. Cariari         | "Lito" Pérez, Puntarenas |             |
|                                | Carlos Madrigal 45+3' |                        | Byron Murcia 28', 30' | Árbitro(s):              | Árbitro(s): |

#### Quepos Cambute vs Escorpiones
| 11 de noviembre de 2023; 17:30 | Escorpiones de Belén                                                                                         | 5:2 (2:1) | Quepos Cambute                       | Polideportivo de Belén, Belén, Heredia |             |
|                                | Alexander Jiménez 32' · José Rodolfo Montiel 39' · César Ruíz 62' · Lopsang Balmaceda 65' · Erick Zúñiga 81' |           | Diego Vega 1' · Alejandro Porras 46' | Árbitro(s):                            | Árbitro(s): |

| 19 de noviembre de 2023; 13:30 | Quepos Cambute                                                      | 3:0 (2:0) (t. s.)(2:4 p.)(Global 5:5) | Escorpiones de Belén | Finca Damas, Quepos, Puntarenas |             |
|                                | Marvin Chinchilla 15' · Josué Mitchell 23' · Alejandro Porras 50' · |                                       |                      | Árbitro(s):                     | Árbitro(s): |

#### Santa Ana vs. PFA Antioquia
| 13 de noviembre de 2023; 20:00 | PFA Antioquia      | 1:2 (0:1) | Santa Ana                                  | El Labrador, San Isidro, San José |             |
|                                | Maikol Ramírez 77' |           | Adrián Chevez 31' · Luis Carlos Fallas 61' | Árbitro(s):                       | Árbitro(s): |

| 18 de noviembre de 2023; 15:00 | Santa Ana                                                                               | 5:2 (2:2) (Global 7:3) | PFA Antioquia                     | Estadio de Piedades, Santa Ana San José |             |
|                                | Michael Arias 2' · Johnny Acosta 16', 90+5' · Jonathan Hansen 64' · Javier Camareno 84' |                        | René Miranda 25' · Ronny Díaz 42' | Árbitro(s):                             | Árbitro(s): |

### Semifinales

#### Semifinal 1
| 26 de noviembre de 2023; 17:00 | Guadalupe F.C                       | 2:2 (2:0) | A. D. Cariari                            | ”Coyella” Fonseca, Guadalupe, San José |             |
|                                | Esteban Cano 17' · Sergio Núñez 29' |           | Jefferson Sánchez 50' · Gary Arrieta 85' | Árbitro(s):                            | Árbitro(s): |

| 3 de diciembre de 2023; 13:00 | A. D. Cariari                                                | 3:2 (2:2;1:1) (t. s.)(Global 5:4) | Guadalupe F.C                        | Comunal de Cariari, Pococí, Limón |             |
|                               | Glen Casanovaz 32' · Bayron Murcia 47' · Rosvin Rosales 119' |                                   | Sergio Núñez 1' · Leonel Peralta 81' | Árbitro(s):                       | Árbitro(s): |

#### Semifinal 2
| 25 de noviembre de 2023; 17:00 | Escorpiones de Belén | 0:3 (0:1) | Santa Ana                                                           | Polideportivo de Belén, Belén, Heredia |             |
|                                |                      |           | Luis Carlos Fallas 1' · Jonathan Martínez 55' · Javier Camareno 90' | Árbitro(s):                            | Árbitro(s): |

| 2 de diciembre de 2023; 18:00 | Santa Ana            | 2:0 (0:0) (Global 5:0) | Escorpiones de Belén | Piedades, Santa Ana, San José |             |
|                               | Eduard Puga 85', 90' |                        |                      | Árbitro(s):                   | Árbitro(s): |

### Final

#### Final Apertura
| 10 de diciembre de 2023; 13:00 | A. D. Cariari    | 1:1 (0:1) | Santa Ana         | Comunal de Cariari, Pococí, Limón                        |                                                          |
|                                | Gary Arrieta 87' |           | Johnny Acosta 33' | Asistencia: 5.000 espectadores Árbitro(s): Pablo Camacho | Asistencia: 5.000 espectadores Árbitro(s): Pablo Camacho |

| 18 de diciembre de 2023; 19:00 | Santa Ana                             | 2:1 (1:1) (Global 3:2) | A. D. Cariari    | Estadio de Piedades, Santa Ana, San José             |                                                      |
|                                | Edward Puga 41' · Javier Camareno 75' |                        | Bayron Murcia 2' | Asistencia: 7.000 espectadores Árbitro(s): Hugo Cruz | Asistencia: 7.000 espectadores Árbitro(s): Hugo Cruz |

#### Final - ida
| 27    | POR   | Arnold Reyes      |     |
| 17    | DEF   | Yordy Obando      |     |
| 83    | DEF   | Alexis Álvarez    |     |
| 4     | DEF   | Denilson Canales  |     |
| 15    | DEF   | Jackson Matarrita |     |
| 6     | MED   | Jefferson Sánchez |     |
| 11    | MED   | Esteban Sandoval  |     |
| 21    | MED   | Rosvin Rosales    |     |
| 8     | MED   | Glen Casanova     |     |
| 80    | DEL   | Alexis Ampié      | 70' |
| 20    | DEL   | Bayron Murcia     |     |
| D. T. | D. T. | Jimmy Núñez       |     |

| 22    | POR   | Bryan Rodríguez   |       |
| 21    | DEF   | Fred Juárez       |       |
| 3     | DEF   | Johnny Acosta     |       |
| 12    | DEF   | Edward Puga       | 67'   |
| 6     | DEF   | José Salvatierra  |       |
| 11    | MED   | Maicol Arias      | 67'   |
| 13    | MED   | Daniel Morejón    |       |
| 15    | MED   | Adrián Chevez     |       |
| 10    | MED   | Jonathan Martínez | 81'   |
| 19    | DEL   | Geancarlo Castro  | 90+6' |
| 16    | DEL   | Jonathan Hansen   |       |
| D. T. | D. T. | Cristian Oviedo   |       |

| 9  | MED | Gary Arrieta          | 70'   |
| 16 | MED | Bandera de Costa Rica | Entró |
| 8  | DEL | Bandera de Costa Rica | Entró |
| 12 | DEL | Bandera de Costa Rica | Entró |

| 17 | MED | Vinicio Chavarría | 67'   |
| 20 | DEL | Javier Camareno   | 67'   |
| 8  | MED | Johan Condega     | 81'   |
| 2  | DEF | Daniel Villegas   | 90+6' |

| 87' | Gary Arrieta | 1:1 |

| 33' | Johnny Acosta | 0:1 |

| 29' · 61' · 63' | Daniel Morejón José Salvatierra Bryan Rodríguez |

| 55' | Daniel Morejón |

| Principal  | Pablo Camacho  |
| Asistentes | Victor Robles  |
|            | Diego Díaz     |
| Cuarto     | Carlos Salazar |

| 27    | POR   | Arnold Reyes      |     |
| 17    | DEF   | Yordy Obando      |     |
| 83    | DEF   | Alexis Álvarez    |     |
| 4     | DEF   | Denilson Canales  |     |
| 15    | DEF   | Jackson Matarrita |     |
| 6     | MED   | Jefferson Sánchez |     |
| 11    | MED   | Esteban Sandoval  |     |
| 21    | MED   | Rosvin Rosales    |     |
| 8     | MED   | Glen Casanova     |     |
| 80    | DEL   | Alexis Ampié      | 70' |
| 20    | DEL   | Bayron Murcia     |     |
| D. T. | D. T. | Jimmy Núñez       |     |

| 22    | POR   | Bryan Rodríguez   |       |
| 21    | DEF   | Fred Juárez       |       |
| 3     | DEF   | Johnny Acosta     |       |
| 12    | DEF   | Edward Puga       | 67'   |
| 6     | DEF   | José Salvatierra  |       |
| 11    | MED   | Maicol Arias      | 67'   |
| 13    | MED   | Daniel Morejón    |       |
| 15    | MED   | Adrián Chevez     |       |
| 10    | MED   | Jonathan Martínez | 81'   |
| 19    | DEL   | Geancarlo Castro  | 90+6' |
| 16    | DEL   | Jonathan Hansen   |       |
| D. T. | D. T. | Cristian Oviedo   |       |

| 9  | MED | Gary Arrieta          | 70'   |
| 16 | MED | Bandera de Costa Rica | Entró |
| 8  | DEL | Bandera de Costa Rica | Entró |
| 12 | DEL | Bandera de Costa Rica | Entró |

| 17 | MED | Vinicio Chavarría | 67'   |
| 20 | DEL | Javier Camareno   | 67'   |
| 8  | MED | Johan Condega     | 81'   |
| 2  | DEF | Daniel Villegas   | 90+6' |

| 87' | Gary Arrieta | 1:1 |

| 33' | Johnny Acosta | 0:1 |

| 29' · 61' · 63' | Daniel Morejón José Salvatierra Bryan Rodríguez |

| 55' | Daniel Morejón |

| Principal  | Pablo Camacho  |
| Asistentes | Victor Robles  |
|            | Diego Díaz     |
| Cuarto     | Carlos Salazar |

| 27    | POR   | Arnold Reyes      |     |
| 17    | DEF   | Yordy Obando      |     |
| 83    | DEF   | Alexis Álvarez    |     |
| 4     | DEF   | Denilson Canales  |     |
| 15    | DEF   | Jackson Matarrita |     |
| 6     | MED   | Jefferson Sánchez |     |
| 11    | MED   | Esteban Sandoval  |     |
| 21    | MED   | Rosvin Rosales    |     |
| 8     | MED   | Glen Casanova     |     |
| 80    | DEL   | Alexis Ampié      | 70' |
| 20    | DEL   | Bayron Murcia     |     |
| D. T. | D. T. | Jimmy Núñez       |     |

| 22    | POR   | Bryan Rodríguez   |       |
| 21    | DEF   | Fred Juárez       |       |
| 3     | DEF   | Johnny Acosta     |       |
| 12    | DEF   | Edward Puga       | 67'   |
| 6     | DEF   | José Salvatierra  |       |
| 11    | MED   | Maicol Arias      | 67'   |
| 13    | MED   | Daniel Morejón    |       |
| 15    | MED   | Adrián Chevez     |       |
| 10    | MED   | Jonathan Martínez | 81'   |
| 19    | DEL   | Geancarlo Castro  | 90+6' |
| 16    | DEL   | Jonathan Hansen   |       |
| D. T. | D. T. | Cristian Oviedo   |       |

| 9  | MED | Gary Arrieta          | 70'   |
| 16 | MED | Bandera de Costa Rica | Entró |
| 8  | DEL | Bandera de Costa Rica | Entró |
| 12 | DEL | Bandera de Costa Rica | Entró |

| 17 | MED | Vinicio Chavarría | 67'   |
| 20 | DEL | Javier Camareno   | 67'   |
| 8  | MED | Johan Condega     | 81'   |
| 2  | DEF | Daniel Villegas   | 90+6' |

| 87' | Gary Arrieta | 1:1 |

| 33' | Johnny Acosta | 0:1 |

| 29' · 61' · 63' | Daniel Morejón José Salvatierra Bryan Rodríguez |

| 55' | Daniel Morejón |

| Principal  | Pablo Camacho  |
| Asistentes | Victor Robles  |
|            | Diego Díaz     |
| Cuarto     | Carlos Salazar |

| 27    | POR   | Arnold Reyes      |     |
| 17    | DEF   | Yordy Obando      |     |
| 83    | DEF   | Alexis Álvarez    |     |
| 4     | DEF   | Denilson Canales  |     |
| 15    | DEF   | Jackson Matarrita |     |
| 6     | MED   | Jefferson Sánchez |     |
| 11    | MED   | Esteban Sandoval  |     |
| 21    | MED   | Rosvin Rosales    |     |
| 8     | MED   | Glen Casanova     |     |
| 80    | DEL   | Alexis Ampié      | 70' |
| 20    | DEL   | Bayron Murcia     |     |
| D. T. | D. T. | Jimmy Núñez       |     |

| 22    | POR   | Bryan Rodríguez   |       |
| 21    | DEF   | Fred Juárez       |       |
| 3     | DEF   | Johnny Acosta     |       |
| 12    | DEF   | Edward Puga       | 67'   |
| 6     | DEF   | José Salvatierra  |       |
| 11    | MED   | Maicol Arias      | 67'   |
| 13    | MED   | Daniel Morejón    |       |
| 15    | MED   | Adrián Chevez     |       |
| 10    | MED   | Jonathan Martínez | 81'   |
| 19    | DEL   | Geancarlo Castro  | 90+6' |
| 16    | DEL   | Jonathan Hansen   |       |
| D. T. | D. T. | Cristian Oviedo   |       |

| 9  | MED | Gary Arrieta          | 70'   |
| 16 | MED | Bandera de Costa Rica | Entró |
| 8  | DEL | Bandera de Costa Rica | Entró |
| 12 | DEL | Bandera de Costa Rica | Entró |

| 17 | MED | Vinicio Chavarría | 67'   |
| 20 | DEL | Javier Camareno   | 67'   |
| 8  | MED | Johan Condega     | 81'   |
| 2  | DEF | Daniel Villegas   | 90+6' |

| 87' | Gary Arrieta | 1:1 |

| 33' | Johnny Acosta | 0:1 |

| 29' · 61' · 63' | Daniel Morejón José Salvatierra Bryan Rodríguez |

| 55' | Daniel Morejón |

| Principal  | Pablo Camacho  |
| Asistentes | Victor Robles  |
|            | Diego Díaz     |
| Cuarto     | Carlos Salazar |

#### Final - vuelta
| 22    | POR   | Bryan Rodríguez   |     |
| 21    | DEF   | Fred Juárez       |     |
| 6     | DEF   | José Salvatierra  |     |
| 3     | DEF   | Johnny Acosta     |     |
| 35    | DEF   | Edward Puga       | 88' |
| 70    | MED   | Bryan Astúa       | 70' |
| 19    | MED   | Geancarlo Castro  |     |
| 11    | MED   | Michel Arias      | 59' |
| 15    | MED   | Adrián Chevez     |     |
| 10    | DEL   | Jonathan Martínez | 70' |
| 16    | DEL   | Jonathan Hansen   |     |
| D. T. | D. T. | Cristian Oviedo   |     |

| 27    | POR   | Arnold Reyes      |     |
| 15    | DEF   | Jackson Matarrita |     |
| 17    | DEF   | Yordy Obando      |     |
| 4     | DEF   | Denilson Canales  |     |
| 14    | DEF   | Axel Urbina       |     |
| 21    | MED   | Rosbin Rosales    |     |
| 11    | MED   | Esteban Sandoval  |     |
| 10    | MED   | Davis Paniagua    | 83' |
| 8     | MED   | Glen Casanova     |     |
| 77    | DEL   | Bayron Murcia     |     |
| 9     | DEL   | Gary Arrieta      | 70' |
| D. T. | D. T. | Jimmy Núñez       |     |

| 17 | MED | Javier Camareno    | 59' |
| 33 | MED | Vinicio Chavarría  | 70' |
| 8  | MED | Johan Condega      | 70' |
| 24 | DEF | Luis Carlos Fallas | 88' |

| 19 | DEL | Benjamín Montero | 70' |
| 80 | MED | Alexis Ampié     | 83' |

| 41' · 75' · | Edward Puga Javier Camareno | 1:1 2:1 |

| 2' · | Bayron Murcia | 0:1 |

| Principal  | Hugo Cruz         |
| Asistentes | Felix Quesada     |
|            | Benjamín Espinoza |
| Cuarto     | Davis Gómez       |

| 22    | POR   | Bryan Rodríguez   |     |
| 21    | DEF   | Fred Juárez       |     |
| 6     | DEF   | José Salvatierra  |     |
| 3     | DEF   | Johnny Acosta     |     |
| 35    | DEF   | Edward Puga       | 88' |
| 70    | MED   | Bryan Astúa       | 70' |
| 19    | MED   | Geancarlo Castro  |     |
| 11    | MED   | Michel Arias      | 59' |
| 15    | MED   | Adrián Chevez     |     |
| 10    | DEL   | Jonathan Martínez | 70' |
| 16    | DEL   | Jonathan Hansen   |     |
| D. T. | D. T. | Cristian Oviedo   |     |

| 27    | POR   | Arnold Reyes      |     |
| 15    | DEF   | Jackson Matarrita |     |
| 17    | DEF   | Yordy Obando      |     |
| 4     | DEF   | Denilson Canales  |     |
| 14    | DEF   | Axel Urbina       |     |
| 21    | MED   | Rosbin Rosales    |     |
| 11    | MED   | Esteban Sandoval  |     |
| 10    | MED   | Davis Paniagua    | 83' |
| 8     | MED   | Glen Casanova     |     |
| 77    | DEL   | Bayron Murcia     |     |
| 9     | DEL   | Gary Arrieta      | 70' |
| D. T. | D. T. | Jimmy Núñez       |     |

| 17 | MED | Javier Camareno    | 59' |
| 33 | MED | Vinicio Chavarría  | 70' |
| 8  | MED | Johan Condega      | 70' |
| 24 | DEF | Luis Carlos Fallas | 88' |

| 19 | DEL | Benjamín Montero | 70' |
| 80 | MED | Alexis Ampié     | 83' |

| 41' · 75' · | Edward Puga Javier Camareno | 1:1 2:1 |

| 2' · | Bayron Murcia | 0:1 |

| Principal  | Hugo Cruz         |
| Asistentes | Felix Quesada     |
|            | Benjamín Espinoza |
| Cuarto     | Davis Gómez       |

| 22    | POR   | Bryan Rodríguez   |     |
| 21    | DEF   | Fred Juárez       |     |
| 6     | DEF   | José Salvatierra  |     |
| 3     | DEF   | Johnny Acosta     |     |
| 35    | DEF   | Edward Puga       | 88' |
| 70    | MED   | Bryan Astúa       | 70' |
| 19    | MED   | Geancarlo Castro  |     |
| 11    | MED   | Michel Arias      | 59' |
| 15    | MED   | Adrián Chevez     |     |
| 10    | DEL   | Jonathan Martínez | 70' |
| 16    | DEL   | Jonathan Hansen   |     |
| D. T. | D. T. | Cristian Oviedo   |     |

| 27    | POR   | Arnold Reyes      |     |
| 15    | DEF   | Jackson Matarrita |     |
| 17    | DEF   | Yordy Obando      |     |
| 4     | DEF   | Denilson Canales  |     |
| 14    | DEF   | Axel Urbina       |     |
| 21    | MED   | Rosbin Rosales    |     |
| 11    | MED   | Esteban Sandoval  |     |
| 10    | MED   | Davis Paniagua    | 83' |
| 8     | MED   | Glen Casanova     |     |
| 77    | DEL   | Bayron Murcia     |     |
| 9     | DEL   | Gary Arrieta      | 70' |
| D. T. | D. T. | Jimmy Núñez       |     |

| 17 | MED | Javier Camareno    | 59' |
| 33 | MED | Vinicio Chavarría  | 70' |
| 8  | MED | Johan Condega      | 70' |
| 24 | DEF | Luis Carlos Fallas | 88' |

| 19 | DEL | Benjamín Montero | 70' |
| 80 | MED | Alexis Ampié     | 83' |

| 41' · 75' · | Edward Puga Javier Camareno | 1:1 2:1 |

| 2' · | Bayron Murcia | 0:1 |

| Principal  | Hugo Cruz         |
| Asistentes | Felix Quesada     |
|            | Benjamín Espinoza |
| Cuarto     | Davis Gómez       |

| 22    | POR   | Bryan Rodríguez   |     |
| 21    | DEF   | Fred Juárez       |     |
| 6     | DEF   | José Salvatierra  |     |
| 3     | DEF   | Johnny Acosta     |     |
| 35    | DEF   | Edward Puga       | 88' |
| 70    | MED   | Bryan Astúa       | 70' |
| 19    | MED   | Geancarlo Castro  |     |
| 11    | MED   | Michel Arias      | 59' |
| 15    | MED   | Adrián Chevez     |     |
| 10    | DEL   | Jonathan Martínez | 70' |
| 16    | DEL   | Jonathan Hansen   |     |
| D. T. | D. T. | Cristian Oviedo   |     |

| 27    | POR   | Arnold Reyes      |     |
| 15    | DEF   | Jackson Matarrita |     |
| 17    | DEF   | Yordy Obando      |     |
| 4     | DEF   | Denilson Canales  |     |
| 14    | DEF   | Axel Urbina       |     |
| 21    | MED   | Rosbin Rosales    |     |
| 11    | MED   | Esteban Sandoval  |     |
| 10    | MED   | Davis Paniagua    | 83' |
| 8     | MED   | Glen Casanova     |     |
| 77    | DEL   | Bayron Murcia     |     |
| 9     | DEL   | Gary Arrieta      | 70' |
| D. T. | D. T. | Jimmy Núñez       |     |

| 17 | MED | Javier Camareno    | 59' |
| 33 | MED | Vinicio Chavarría  | 70' |
| 8  | MED | Johan Condega      | 70' |
| 24 | DEF | Luis Carlos Fallas | 88' |

| 19 | DEL | Benjamín Montero | 70' |
| 80 | MED | Alexis Ampié     | 83' |

| 41' · 75' · | Edward Puga Javier Camareno | 1:1 2:1 |

| 2' · | Bayron Murcia | 0:1 |

| Principal  | Hugo Cruz         |
| Asistentes | Felix Quesada     |
|            | Benjamín Espinoza |
| Cuarto     | Davis Gómez       |

|                                 |
| Campeón Apertura 2023 Santa Ana |

## Estadísticas

### Máximos goleadores
Lista con los máximos goleadores de la competencia.
Datos actualizados a 29 de agosto de 2023 y según página oficial.
| Núm. | Jugador              | Equipo               | Goles |
| ---- | -------------------- | -------------------- | ----- |
| 1.º  | Anderson Núñez       | A. D. Sarchí         | 12    |
| 1.º  | Bryan Solórzano      | A. D. COFUTPA        | 12    |
| 1.º  | Jairo Arrieta        | Jicaral              | 12    |
| 4.º  | José Rodolfo Montiel | Escorpiones de Belén | 9     |
| 5.º  | Víctor Pérez         | A. D. Carmelita      | 6     |